# Luciano Corrêa
Luciano Ribeiro Corrêa (Brasília, 25 de novembro de 1982) é um judoca brasileiro.
Luciano iniciou sua trajetória no Judô com quatro anos de idade e aos dezessete foi convidado para integrar a equipe do Minas Tênis Clube. É graduado em Administração e Marketing.
Em 2004 conquistou o primeiro lugar na etapa individual do III Troféu Brasil Interclubes de Judô.
Sagrou-se campeão mundial de Judô, categoria meio-pesado (até 100 kg), ao conquistar a medalha de ouro no 25º Campeonato Mundial de Judô, realizado em setembro de 2007 no Rio de Janeiro. Com esta conquista, ele se tornou o segundo brasileiro a ganhar um título mundial no esporte, após o gaúcho João Derly, campeão no Mundial do Cairo, em 2005, na categoria meio-leve, quando o próprio Luciano conquistou a medalha de bronze em sua categoria.
Também em 2007 ele conquistou a medalha de bronze dos Jogos Pan-americanos do Rio de Janeiro.
Nas Olimpíadas de Pequim 2008, Luciano era um dos favoritos à medalha de ouro, mas foi derrotado logo na primeira luta contra o campeão europeu, Henk Grol, da Holanda. Grol viria a obter a medalha de bronze. 
Na respescagem venceu o israelense Arik Zeevi mas na luta seguinte foi novamente derrotado pelo polonês Przemyslaw Matyjaszek.
Nos Jogos Pan-Americanos de Guadalajara, no México, conquistou a medalha de ouro.
Nos Jogos Pan-Americanos de 2015, novamente conquistou a medalha de ouro.

## Vida pessoal
É casado com a ex-nadadora Joanna Maranhão. Em 2019 nasceu Caetano Maranhão Corrêa, o primeiro filho do casal.

## Titulações
- 1º Lugar: Campeonato Mundial de Judô – 2007 (Rio de Janeiro)
- 1º Lugar: Campeonato Brasileiro de Judô Sênior – 2006
- 1º Lugar: III Troféu Brasil Interclubes de Judô - 2004
- 2º Lugar: Campeonato Mundial de Judô por equipes – 2007
- 3º Lugar: Campeonato Mundial de Judô – 2005 (Cairo)
- Medalha de Bronze no Pan-americano – 2007 (Rio de Janeiro)
- Medalha de Ouro no Pan-americano - 2011 (Guadalajara)
- Medalha de Ouro no Pan-americano - 2015 (Toronto)